# Igreja de São Demétrio (Boboshticë)
A Igreja de São Demétrio (em albanês:  Kisha e Shën Mitrit) é uma igreja em Boboshticë, no condado de Korçë, Albânia. É um Monumento Cultural da Albânia.